# 佐藤保太郎
佐藤 保太郎（さとう やすたろう、1893年3月5日 - 1977年3月7日）は、日本の地理学者、教育者、教育学者。第二次世界大戦直後の学習指導要領改訂などに携わり教育界の発展に寄与した。奥州大学（現富士大学）教授を歴任。

## 経歴
- 1893年 - 山形県鶴岡市に生まれる。
- 1911年 - 荘内中学校（現山形県立鶴岡南高等学校）を卒業。小学校代用教員を務める中で、教育家の道を志す[1]。
- 1916年 - 東京高等師範学校（現筑波大学）本科地理歴史部卒業。卒業後は静岡県立豆陽中学校（現静岡県立下田北高等学校）に教諭として勤める。
- 1918年 - 東京府豊島師範学校（現東京学芸大学）教諭
- 1923年 - 東京高等師範学校訓導、教諭
- 1941年 - 東京高等師範学校教授に就任。
- 1949年 - 東京教育大学教授に就任。文部省学習指導要領一般編改訂委員に就任。
- 1953年 - 文部省教材等調査研究会委員長に就任。
- 1954月 - 専修大学教授に就任。
- 1966年 - 奥州大学（現富士大学）教授に就任。
- 1971年 - 奥州大学教学部長に就任。
- 1977年 - 再生不良性貧血のため、日本赤十字社医療センターで死去。84歳[2]。

## 栄典
- 1967年 - 勲三等瑞宝章
- 1977年 - 正四位（没後）